# 张均 (元朝)
張均（13世纪？—1314年）元朝济南人。张山的儿子。
蒙哥时，張均袭父爵为百户，跟随宗王塔察儿攻南宋鄂州，面部中流箭。元世祖中统三年（1262年），从征李璮有功，升为千户，领兵守淄州。后来与宋军作战，屡立军功。至元二十二年（1285年），升任松江万户。至元二十四年（1287年），跟随镇南王脱欢攻打交趾。至元二十六年（1289年），参与征讨伐海都、乃颜，升任前卫亲军副都指挥使。元成宗即位后，受命屯田和林，任和林等处副元帅，规划有法。官至都元帅。